# Die Frau im goldenen Cadillac
Die Frau im goldenen Cadillac (Originaltitel The Solid Gold Cadillac) ist eine US-amerikanische Filmkomödie unter Regie von Richard Quine aus dem Jahr 1956. Der Film basiert auf dem gleichnamigen Theaterstück von George S. Kaufman und Howard Teichman, dass sich nach seiner Premiere am Broadway 1953 zu einem Bühnenhit entwickelt hatte.

## Handlung
In New York findet ein Aktionärstreffen der milliardenschweren Firma International Projects statt. Edward McKeever, der Gründer und langjährige Präsident, verlässt die Firma, da er auf Bitten der US-Präsidenten eine Stelle als Regierungsberater in Washington antritt. Nachfolger wird sein Stellvertreter Blessington. Dieser freut sich insgeheim mit den weiteren Vorstandsmitgliedern Snell, Gillie und Metcalfe, endlich den ehrlichen Geschäftsmann McKeever aus dem Weg zu haben und frei über die Firma verfügen zu können. Die Freude der Vorstandsmitglieder wird allerdings beim Treffen durch die Anwesenheit der Kleinaktionärin Laura Partridge gestört. Die erfolglose Schauspielerin besitzt zwar nur zehn Aktien und hat eigentlich wenig Ahnung vom Wirtschaftsgeschäft, stellt aber zahllose Fragen auf der Versammlung und sieht die hohen Gehälter des Vorstands kritisch.
Da Laura Partridge auch bei folgenden Treffen der Firma immer wieder auftaucht und neugierige Fragen stellt, bietet ihr Blessington schließlich eine Position als Managerin für die Firmenbeziehung zu den Aktionären. Mit dieser Scheinposition soll Laura abgelenkt werden, zumal ihre Sekretärin Amelia Shotgraven geheime Instruktionen hat, alle Schritte von Laura zu überwachen. Laura langweilt sich und beginnt, die Kleinanleger persönlich anzuschreiben, und gewinnt so die Zuneigung vieler Aktieninhaber. Nach und nach gewinnt sie auch die Freundschaft von Amelia, indem sie der schüchternen Sekretärin hilft, eine Liebesbeziehung zu dem von ihr schon lange geliebten Büromanager Mark Jenkins aufzubauen. Da Amelia ihrer eigentlichen Aufgabe als Spionin nicht mehr nachkommt, wird sie von dem Schatzmeister Snell gefeuert. Laura findet allerdings heraus, dass der Firmenmanager Harry Harkness – der dümmliche Schwager von Blessington, den dieser in einem Fall von Nepotismus angestellt hat – in seiner Unfähigkeit eine der eigenen Firmen in den Bankrott getrieben hat, da er dachte, dass diese Konkurrenten seien. Mit diesem Wissen bringt Laura den Firmenvorstand dazu, Amelia wieder einzustellen und ihre Abteilung für die Aktionärsbeziehungen zu vergrößern.
Der Firmenvorstand versucht Laura loszuwerden, indem sie diese auf eine lange Geschäftsreise schicken. Laura soll McKeever in Washington bitten, der International Projects einige Deals mit der Regierung zu besorgen. Die Blondine durchschaut allerdings inzwischen die Hinterhältigkeiten des Vorstands und öffnet McKeever für die korrupten Tätigkeiten seiner alten Vorstandskollegen die Augen. McKeever, der Laura nach und nach zu schätzen gelernt hat und sich in dem beamtischen Hickhack in Washington unwohl fühlt, will daraufhin wieder in seine Firma einsteigen. Allerdings hat er vor seinem Wechsel in die Regierung alle seine Firmenanteile verkauft und ist dadurch machtlos in der Firma. McKeever bringt den Vorstand mit dem Vorwurf vor Gericht, dass sie Laura als unangemeldete und illegale Lobbyistin nach Washington geschickt haben. Als Laura vor Gericht unter Eid zugibt, dass sie McKeever liebt und auch deshalb nach Washington gefahren ist, fällt die Anklage allerdings in sich zusammen. Nach der Gerichtsverhandlung gesteht McKeever ihr auch seine Liebe und macht Laura einen Heiratsantrag.
Noch am selben Nachmittag findet ein Aktionärstreffen statt, bei dem sich Laura plötzlich eine letzte Chance bietet, den korrupten Vorstand auszuhebeln. Durch ihre freundlichen Beziehungen zu vielen Kleinanlegern überzeugt sie diese bei der Versammlung, gegen den Vorstand zu stimmen. Allerdings halten die Mitglieder des Vorstands immer noch mehr Aktien. Schließlich kommt McKeever mit einer Schubkarre voller Telegramme und Briefe in den Saal, in denen Kleinanleger Laura das Recht geben, für ihren Aktionärsanteil zu stimmen. Der Vorstand ist schließlich überstimmt und wird gefeuert. McKeever und Laura heiraten und werden Präsident beziehungsweise Vizepräsidentin der Firma. In der Schlussszene bekommt Laura von McKeever und den Kleinanlegern einen goldenen Cadillac geschenkt.

## Produktionsnotizen
Das Bühnenstück The Solid Gold Cadillac des prominenten Komödienautoren George S. Kaufman, das er zusammen mit seinem jüngeren und weniger bekannten Kollegen Howard Teichman (1916–1987) schrieb, war nach seiner Premiere am 5. November 1953 ein Erfolg. Es lief bis zum Februar 1955 regelmäßig am Broadway und kam auf 526 Vorstellungen. Die Hauptfigur der Laura Partridge war als exzentrische ältere Dame angelegt, diese wurde in der Originalproduktion von der bereits über 70-jährigen Josephine Hull – bekannt durch ihre Rollen in Arsen und Spitzenhäubchen sowie Mein Freund Harvey – gespielt. In dem Stück The Solid Gold Cadillac gab es auch folglich keine Romanze zwischen der alten Mrs. Partridge und McKeever. Damit Judy Holliday die Rolle spielen konnte, wurde die Figur in eine jüngere, durchaus attraktive Schauspielerin umgewandelt.
Die beiden Hauptdarsteller Judy Holliday und Paul Douglas hatten zuvor bereits ab 1946 in dem Stück Born Yesterday von Garson Kanin auf der Bühne gestanden. Dieses Stück lief über Jahre am Broadway und wurde zu einer der erfolgreichsten Komödien der Broadway-Geschichte. In dem Stück spielte Holliday wie in Die Frau mit dem goldenen Cadillac eine unbedarfte, aber herzensgute Blondine, die hinter die korrupten Aktivitäten ihres reichen Verlobten kommt und diesem das Handwerk legt. Thematisch ähneln sich also Born Yesterday und The Solid Gold Cadillac, wenngleich Paul Douglas im Gegensatz zu Born Yesterday keinen korrupten Geschäftsmann spielt, sondern hier Hollidays Figur hilfreich zur Seite steht. Holliday spielte ihre Broadway-Rolle in Born Yesterday in der Verfilmung Die ist nicht von gestern (1950) von George Cukor erneut und gewann hierfür den Oscar, während Paul Douglas durch Broderick Crawford ersetzt wurde. Somit bot Die Frau im goldenen Cadillac den Kinozuschauern verspätet die Chance, die Chemie zwischen Holliday und Douglas zu erleben.
Die Frau im goldenen Cadillac entstand zwischen dem 24. Oktober und dem 10. Dezember 1955 und wurde im Oktober 1956 uraufgeführt. Die New Yorker Premiere war am 26. Oktober 1956, die deutsche Erstaufführung am 3. Januar 1958.
Erwähnenswert ist, dass der eigentliche Schwarzweißfilm in der letzten, einminütigen Szene zu einem Farbfilm wird: Der Zuschauer sieht den goldenen Cadillac dadurch in voller Farbpracht. In der Originalfassung fungierte George Burns als Erzähler, für den diese Aufgabe die erste Filmarbeit seit der Komödie Südsee-Nächte (Honolulu) im Jahr 1939 wurde. Lionel Newman dirigierte die Musik.

## Synchronisation
Für Dialogbuch und Dialogregie zeigte sich Conrad von Molo verantwortlich. Die Synchronfassung entstand zur deutschen Kinopremiere bei dem Via-Film Synchron GmbH in Berlin.
| Rolle                                      | Darsteller       | Synchronsprecher      |
| ------------------------------------------ | ---------------- | --------------------- |
| Laura Partridge                            | Judy Holliday    | Gisela Trowe          |
| Edward L. McKeever                         | Paul Douglas     | Carl Raddatz          |
| Clifford Snell, Schatzmeister              | Fred Clark       | Klaus W. Krause       |
| John T. Blessington, Vorstandsvorsitzender | John Williams    | Siegfried Schürenberg |
| Amelia Shotgraven                          | Neva Patterson   | Elisabeth Ried        |
| Harry Harkness, neues Vorstandsmitglied    | Hiram Sherman    | Werner Peters         |
| Alfred Metcalfe, Vorstandsmitglied         | Ray Collins      | Wolfgang Eichberger   |
| Warren Gillie, Vorstandsmitglied           | Ralph Dumke      | Robert Klupp          |
| Mark Jenkins                               | Arthur O’Connell | Heinz Welzel          |
| McKeevers Sekretär                         | Richard Deacon   | Franz-Otto Krüger     |

## Auszeichnungen
Jean Louis gewann auf der Oscarverleihung 1957 für Die Frau im goldenen Cadillac den Oscar für das Beste Kostümdesign eines Schwarzweißfilms. Nominiert wurden außerdem Ross Bellah, William Kiernan und Louis Diage für die besten Filmbauten eines Schwarzweißfilms.
Bei den Golden Globe Awards 1957 wurde Die Frau im goldenen Cadillac für den Golden Globe Award in den Kategorien Bester Film – Komödie oder Musical sowie Beste Hauptdarstellerin – Komödie oder Musical (für Judy Holliday) nominiert. Bei den Writers Guild of America Awards wurde der Film außerdem für das beste Drehbuch einer Komödie nominiert.

## Kritiken
Der Kritiker Clyde Gilmour äußerte 1956, dass die Hauptfigur zwar im Vergleich zum Bühnenstück verändert worden sei, aber „maßgeschneidert“ für Judy Holliday wirke und sie „amüsant“ sei. Abe Burrows sei die Adaption des Bühnenstücks „mit Witz“ gelungen. Der Filmdienst empfiehlt den Film ab 14 Jahren und schreibt, es sei eine „vorwiegend amüsante, gut gespielte satirische Komödie.“
Der All Movie Guide lobt die Darbietung von Judy Holliday, die eine für sie typische Rolle mit Witz und Wärme auszufüllen wisse. Sie könne sogar einige der unglaubwürdigeren Wendungen des Drehbuchs „weniger manipulativ und mechanisch“ erscheinen lassen. Richard Quines Regieführung sei „in Ordnung – unaufdringlich, aber auch nicht besonders außergewöhnlich“. Quines Regie vertraue auf die Schauspielleistungen, die tatsächlich auch überzeugend seien. Paul Douglas sei als grantiger Geschäftsmann mit gutem Herzen ein „exzellenter Gegenpart“ zu Holliday, während Fred Clark und John Williams verlässliche Leistungen als korrupte Vorstandsmitglieder bieten würden.